# اوروجون
اولونجون أو اولوجون أو اوروجون أو اوروجن (في اللغة الصينية المبسطة: 鄂伦春族; في اللغة الصينية التقليدية: 鄂倫春族; في نظام بينيين: Èlúnchūnzú; في اللغة المنغولية: Orčun) هي مجموعة عرقية في شمال الصين. وهم يشكلون واحدة من 56 مجموعة عرقية معترف بها رسميًا من قبل جمهورية الصين الشعبية. :1.6يتركز شعب عرقية اولونجون بشكل كبير في مقاطعات هيلونغجيانغ الشمالية الصينية ومنغوليا الداخلية، والتي تضم كل منهما 45.54٪ و 41.94٪ من سكان قومية اولونجون البالغ عددهم 8659 شخصًا في الصين. :1.6
يعتبر عرق الاولونجون من الصيادين بشكل أساسي، وعادة ما يستخدمون فرو الحيوانات وجلودها في الملابس. تخلى الكثير منهم عن الصيد والتزموا بالقوانين التي تهدف إلى حماية الحياة البرية في جمهورية الصين الشعبية. وفرت الحكومة مساكن حديثة لأولئك الذين تركوا ورائهم أسلوب الحياة التقليدي. يتم تمثيل عرق الاولونجون في مؤتمر الشعب من قبل مندوبهم الخاص بهم وهم أقلية عرقية معترف بها.

## اللغة

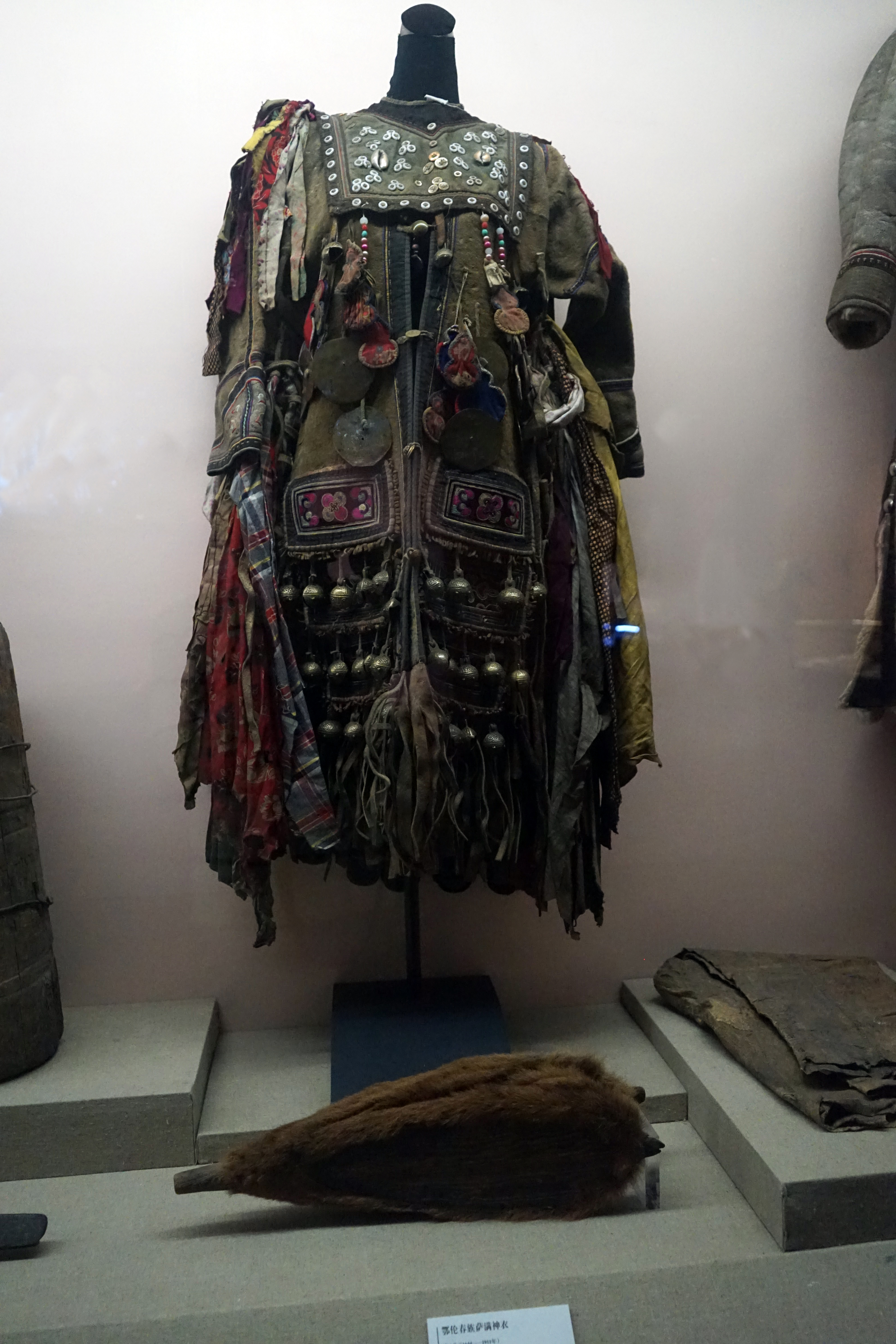
ملابس تقليدية للمعالج في عرقية الاولونجون (يسمى المعالج بالشامان)

لغة الاولونجون هي لغة شمال تونغوسيا. لغتهم تشبه إلى حد كبير لغة الإيفينكي ويعتقد أن المتحدثين بهاتين اللغتين يمكنهم فهم 70٪ من اللغة الأخرى. لغتهم لا تزال غير مكتوبة. ومع ذلك، فإن غالبية الاولونجون قادرون على قراءة وكتابة اللغة الصينية، ويمكن للبعض أيضًا التحدث بلغة داغور.

## التاريخ
الاولونجون (الجوروتشين المنغولي) هي واحدة من أقدم المجموعات العرقية في شمال شرق الصين. الاسم المحلي الاولونجون يعني «الأشخاص الذين يربون الرنة، راعي (رعاة) الرنة». عاش سلف الاولونجون في الأصل في منطقة شاسعة جنوب جبال ستانوفوي الخارجية وشمال اقليم هيلونغجيانغ.
لقد شكلوا ذات مرة جزءًا من الناس القدامى المعروفين باسم شيوي. في القرن السابع عشر، بعد غزوات الإمبراطورية الروسية، انتقل بعض الاولونجونيين إلى المنطقة القريبة من جبال خينجان الصغرى وخينجان الكبرى.
خلال الاحتلال الياباني لمنشوريا، عانى الاولونجون من انخفاض كبير في عدد السكان. وزع اليابانيون الأفيون بينهم وأخضعوا بعض أفراد المجتمع للتجارب البشرية، واقترن ذلك بحوادث الأمراض الوبائية مما أدى إلى انخفاض عدد سكان العرق حتى بقي 1000 فقط. منع اليابانيون عرق الاولونجون من التواصل مع الأعراق الأخرى، وأجبروهم على اصطياد الحيوانات لهم مقابل حصصهم الغذائية والملابس التي كانت في بعض الأحيان غير كافية للبقاء على قيد الحياة، مما أدى إلى الموت من الجوع وسوء الإكساء. تم توزيع الأفيون على عرق الاولونجون البالغين الذين تزيد أعمارهم عن 18 عامًا كوسيلة للسيطرة. بعد مقتل جنديين يابانيين في منطقة اليهي على يد صياد من عرق الاولونجون، قام اليابانيون بتسميم 40 من عرق الاولونجون حتى الموت. أجبر اليابانيون عرق الاولونجون على القتال من أجلهم في الحرب مما أدى إلى انخفاض عدد سكان عرق الاولونجون. حتى أولئك الذين تجنبوا الخضوع للسيطرة المباشرة من قبل اليابانيين وجدوا أنفسهم في مواجهة صراع من القوات المناهضة لليابان من الشيوعيين الصينيين، مما ساهم في انخفاض عدد سكانهم خلال هذه الفترة.

## التوزيع
وفقًا للتعداد الصيني لعام 2010، يوجد 8659 شخصًا من عرق الاولونجون في الصين، يتركزون بشكل كبير في اقليم هيلونغجيانغ ومنغوليا الداخلية. :1.6سكان عرق الاولونجون في الصين ريفيون إلى حد ما، حيث يعيش 2298 منهم (حوالي 26.54٪) في المدن الكبرى، :1.6a و 2794 منهم (حوالي 32.27٪) يعيشون في المدن الصغيرة،  :1.6bو 3567 منهم (حوالي 41.19٪) يعيشون خارج المدن والبلدات. :1.6c
| المقاطعة         | 2010 :1.6  | 2010 :1.6                                   |
| المقاطعة         | عدد السكان | النسبة المئوية لعرق الاولونجون في كل مقاطعة |
| ---------------- | ---------- | ------------------------------------------- |
| هيلونغجيانغ      | 3943       | 45.54٪                                      |
| منغوليا الداخلية | 3,632      | 41.94٪                                      |
| لياونينغ         | 196        | 2.26٪                                       |
| بكين             | 165        | 1.91٪                                       |
| خبي              | 142        | 1.64٪                                       |
| جيلين            | 111        | 1.28٪                                       |
| شاندونغ          | 98         | 1.13٪                                       |
| شنغهاي           | 55         | 0.64٪                                       |
| قوانغدونغ        | 52         | 0.60٪                                       |
| جيانغسو          | 43         | 0.50٪                                       |
| تيانجين          | 38         | 0.44٪                                       |
| قويتشو           | 24         | 0.28٪                                       |
| تشجيانغ          | 21         | 0.24٪                                       |
| سيتشوان          | 18         | 0.21٪                                       |
| حنان             | 14         | 0.16٪                                       |
| فوجيان           | 12         | 0.14٪                                       |
| شينجيانغ         | 12         | 0.14٪                                       |
| هوبى             | 11         | 0.13٪                                       |
| يونان            | 11         | 0.13٪                                       |
| قانسو            | 10         | 0.12٪                                       |
| قوانغشى          | 8          | 0.09٪                                       |
| شنشى             | 8          | 0.09٪                                       |
| انهوى            | 7          | 0.08٪                                       |
| نينغشيا          | 6          | 0.07٪                                       |
| جيانغشى          | 5          | 0.06٪                                       |
| هونان            | 5          | 0.06٪                                       |
| هاينان           | 4          | 0.05٪                                       |
| تشونغتشينغ       | 3          | 0.03٪                                       |
| شانشي            | 3          | 0.03٪                                       |
| تشينغهاي         | 2          | 0.02٪                                       |
| المجموع          | 8659       | 100.00٪                                     |

## الثقافة
إن عرق الاولونجون يتزوجون زواج خارحي فقط، حيث لا تسمح ثقافتهم لهم بالزواج من نفس العرق، ويُسمح فقط بالزواج بين أفراد العشائر والاعراق الأخرى المختلفة.
يسمى المسكن التقليدي لعرق الاولونجون سييرانجو (في اللغة الصينية: 斜仁柱; في نظام بينيين: xiérénzhù) ويتم تغطيته في الصيف بلحاء البتولا وفي الشتاء بفراء الغزلان. هذه المساكن لها أشكال مخروطية وهي مصنوعة من 20 إلى 30 عود صنوبر. يبلغ قطر المساكن عادة حوالي ستة أمتار وارتفاعها خمسة أمتار. في المنتصف يوجد نار مشتعلمه تعمل كمطبخ وكمصدر للإضاءة. لحاء البتولا مادة خام مهمة في الثقافة التقليدية بجانب الفراء. تعمل لحاء البتولا والفراء على تجهيز الحاويات بجميع أنواعها، من صناعة البيوت إلى القوارب. فيما يتعلق برعي أيائل الرنة في قبائل إيفينكي والاولونجون وناناي، والتي تشترك جميعها في استخدام لحاء البتولا، يمكن القول أن هذه الثقافات هي جزء من ثقافة «لحاء البتولا».
تعتبر الاولونجون الآن من بين أكثر الجماعات العرقية تعليما في الصين. حيث تلقى 23.3٪ من المجموعة العرقية تعليمًا جامعيًا، أي أقل فقط من الروس الصينيين والتتار الصينيين وشعب النانيس. 19.2٪ تلقوا تعليماً ابتدائياً فقط أو أقل، أعلى فقط من الكوريين الصينيين والروس الصينيين والنانيس.

## الدين

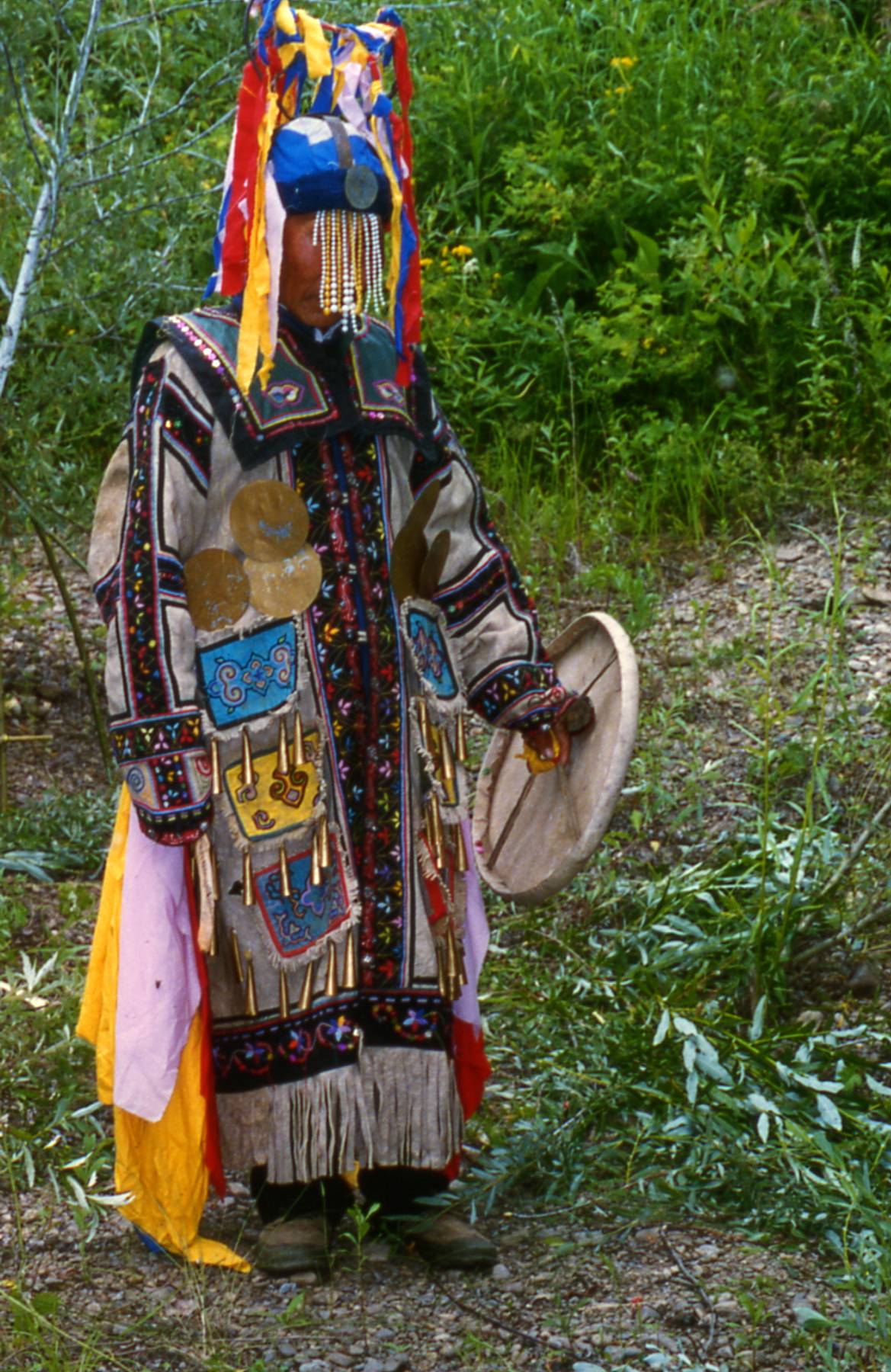
هذه صورة لشوناسوان (1927-2000)، آخر شامان لشعب الاولونجون، التقطها ريتشارد نول في يوليو 1994 في منشوريا بالقرب من حدود نهر أمور بين جمهورية الصين الشعبية وروسيا (سيبيريا). الاولونجون الشامانية انقرضت الآن.

حتى أوائل الخمسينيات من القرن الماضي، كان الدين الرئيسي للبدو الرحل هو الشامانية. الشامان هو رجل الدين في الديانة الشامانية. من هؤلاء الزعماء القبليون مينغ جين فو، وزاو لي بن، كانوا شامانًا أقوياء. أقيمت طقوس المجتمع الخاصة «لطرد الأرواح» والتوسل إليهم بعدم العودة لأكثر من ثلاث ليالٍ في بايينا وشيبازان.
آخر شامان حي هو منغ جينفو (في اللغة الصينية: 孟金福; في نظام بينيين: Mèng Jīn Fú) توفي عن عمر يناهز 73 عامًا في 9 أكتوبر 2000. تم تفصيل حياته، ومرضه الأولي، وتدريبه كشامان في مقال منشور، ومتاح على الإنترنت.

## ملحوظات
1. ↑  "التعداد الوطني السابع لسكان جمهورية الصين الشعبية".
2. 1 2 3 4 5 6 7 8  中国2010年人口普查资料 [2010 Chinese Census Data]. www.stats.gov.cn (بالصينية). المكتب الوطني الصيني للإحصاء. 2010. Archived from the original on 2021-06-11. Retrieved 2021-07-09.
3. ↑  Gibson, Nathan (6 Apr 2019). "Saving one of China's smallest ethnic minority groups". South China Morning Post (بالإنجليزية). Archived from the original on 2022-08-03. Retrieved 2021-03-06.
4. ↑   {{استشهاد بموسوعة}}: استشهاد فارغ! (مساعدة)صيانة الاستشهاد: url-status (link)
5. ↑  "The Oroqen Ethnic Group". China.org.cn. 21 يونيو 2005. مؤرشف من الأصل في 2021-06-14.
6. ↑  "The Oroqen ethnic minority". Embassy of the People's Republic of China in the Republic of Estonia. 17 مايو 2004. مؤرشف من الأصل في 2018-05-24.
7. ↑  "OROQEN". مؤرشف من الأصل في 2018-06-17. اطلع عليه بتاريخ 2018-06-04.
8. ↑  "China's ethnic minorities". 27 يناير 2010. مؤرشف من الأصل في 2023-04-07. اطلع عليه بتاريخ 2018-06-04.
9. 1 2  Carsten Naeher؛ Giovanni Stary؛ Michael Weiers (2002). Proceedings of the First International Conference on Manchu-Tungus Studies, Bonn, August 28-September 1, 2000: Trends in Tungusic and Siberian linguistics. Otto Harrassowitz Verlag. ص. 120–. ISBN:978-3-447-04628-2. مؤرشف من الأصل في 2023-04-10.
10. ↑  Olson, James Stuart (1998). An Ethnohistorical Dictionary of China (بالإنجليزية). Greenwood Publishing Group. p. 269. ISBN:978-0-313-28853-1. Archived from the original on 2022-08-02.
11. ↑  Noll، Richard؛ Shi, Kun (2004). "Chuonnasuan (Meng Jin Fu). The Last Shaman of the Oroqen of Northeast China" (PDF). Journal of Korean Religions ع. 6: 135–162. مؤرشف من الأصل (PDF) في 2007-09-25. اطلع عليه بتاريخ 2007-08-31. It describes the life of Chuonnasuan, the last shaman of the Oroqen of Northeast China.
12. ↑  Richard Noll and Kun Shi, The last shaman of the Oroqen people of northeast China,Shaman:Journal of the International Society for Shamanistic Research17 (1 and 2): 117-140, https://www.researchgate.net/publication/266140388_The_last_shaman_of_the_Oroqen_people_of_northeast_China نسخة محفوظة 2021-01-12 على موقع واي باك مشين.